# شونسوك كازاما
شونسوك كازاما (باليابانية: 風間 俊介) هو ممثل ياباني، ولد في 17 يونيو 1983 بطوكيو في اليابان.

## أعمال

### أفلام
- (2011) من أعلى تلة الخشخاش[4]

## وصلات خارجية
- شونسوك كازاما على موقع IMDb (الإنجليزية)
- شونسوك كازاما على موقع قاعدة بيانات الفيلم (الإنجليزية)
- شونسوك كازاما على موقع ANN person (الإنجليزية)